# Сяндварское староство
Сяндварское староство (лит. Sendvario seniūnija) — одно из 11 староств Клайпедского района, Клайпедского уезда Литвы. Административный центр — деревня Слянгяй.

## География
Расположено в западной части Литвы, в Приморской низменности побережья Балтийского моря. По территории староства протекают следующие реки: Смялтайте, Смялтале, Баукште, Жупе, Цинкупис, Экяте, Жвяёне, Дане, Думяшис, Рингялис, Пурмале. Также на территории староства расположено Лаукжямяйское водохранилище, образуемое плотиной на реке Экяте.

## Население
Сяндварское староство включает в себя 21 деревню и 1 хутор.